# Movila (gmina)
Movila – gmina w Rumunii, w okręgu Jałomica. Obejmuje tylko jedną miejscowość Movila. W 2011 roku liczyła 1787 mieszkańców. 